# Fernando Gomes (médico)
Fernando Campos Gomes Pinto, mais conhecido como Dr. Fernando Gomes, (São Paulo, 20 de janeiro de 1975) é um médico neurocirurgião, neurocientista e comunicador brasileiro. Doutor e livre-docente em neurocirurgia, é fundador e coordenador geral do Grupo de Hidrodinâmica Cerebral do Hospital das Clínicas da Universidade de São Paulo e professor livre docente pela mesma instituição. 

## Carreira profissional
Em 2007 fundou o maior grupo multidisciplinar especializado em Hidrocefalia de Pressão Normal do Brasil e milita na divulgação técnico-científica sobre doenças neurológicas e adoção de hábitos saudáveis para pessoas de todas as regiões do país. Em 2018 participou de publicação no jornal O Estado de S. Paulo sobre o tema.
Participou como neurocientista consultor  explicando as altas habilidades mentais dos participantes nas duas temporadas de Os Incríveis – O Grande Desafio no canal National Geographic.
Presença constante na televisão e mídia eletrônica, o médico já foi destaque em importantes veículos de comunicação, entre eles o jornal Folha de S.Paulo, além de alvo de entrevistas em programas como Você Bonita, Todo Seu e Bem Estar. Atuou como consultor em neurociência no programa Encontro com Fátima Bernardes da Rede Globo de 2013 a 2019  e apresentou o quadro E Agora Doutor? no programa Aqui na Band da Rede Bandeirantes entre 2019 e 2020. Entre 2020 e 2022 apresentou o quadro Correspondente Médico na CNN Brasil dentro do telejornal CNN Novo Dia . Atualmente comanda seu Programa Olho Clínico com Dr. Fernando Gomes semanalmente em seu canal no YouTube.

## Livros
- Manual de iniciação em neurocirurgia - 232 págs -  2004 - ISBN: 9788572884501
- Exercícios e posturas – 100 págs. – 2011 - ISBN: 9788572888547
- Você sabe como seu cérebro cria pensamentos? – 76 págs. – 2012 - ISBN: 9788579000485
- Hidrocefalia de pressão normal (HPN) – 228 págs. – 2012 - ISBN: 8579000513
- Misteriosamente sem segredos – 107 págs. – 2013 - ISBN: 9788579000713
- Papo Cabeça – 217 págs. – 2014 - ISBN: 9788544101520
- Neurociência do Amor – 160 págs. – 2017 - ISBN: 9788542209853
- O Cérebro Ninja – 224 págs. – 2018 - ISBN: 9788542213980
- Se ninguém fala ninguém fica sabendo - 160 págs. - 2022 - ISBN:  9788542219647